# Шпоночное соединение

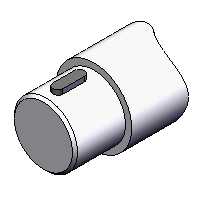
Часть вала со шпоночным пазом и призматической шпонкой.

Шпо́ночные соединения — соединение охватывающей и охватываемой детали для передачи крутящего момента с помощью шпонки. Шпоночное соединение позволяет обеспечить подвижное соединение вдоль продольной оси. Классификация соединений в зависимости от формы шпонки: соединения призматическими шпонками, соединения клиновыми шпонками, соединения тангенциальными шпонками, соединения сегментными шпонками, соединения цилиндрическими шпонками.
Основной критерий работоспособности шпоночного соединения — прочность на смятие.
Достоинства шпоночных соединений:
- простота конструкции;
- легкость монтажа и демонтажа;
- низкая стоимость.

Недостатки шпоночных соединений:
- шпоночные пазы снижают прочность вала и ступицы;
- концентрация напряжений, возникающих в зоне шпоночного паза, снижает сопротивление усталости.